# Mansfield (Pennsilvània)
Mansfield és una població dels Estats Units a l'estat de Pennsilvània. Segons el cens del 2000 tenia 3.411 habitants.

## Demografia
Segons el cens del 2000, Mansfield tenia 3.411 habitants, 957 habitatges, i 467 famílies. La densitat de població era de 700,5 habitants/km².
Dels 957 habitatges en un 23,3% hi vivien nens de menys de 18 anys, en un 35,6% hi vivien parelles casades, en un 10,1% dones solteres, i en un 51,2% no eren unitats familiars. En el 34,8% dels habitatges hi vivien persones soles el 12,6% de les quals corresponia a persones de 65 anys o més que vivien soles. El nombre mitjà de persones vivint en cada habitatge era de 2,21 i el nombre mitjà de persones que vivien en cada família era de 2,83.
Per edats la població es repartia de la següent manera: un 13,1% tenia menys de 18 anys, un 50,2% entre 18 i 24, un 15,3% entre 25 i 44, un 12,4% de 45 a 60 i un 9% 65 anys o més.
L'edat mediana era de 22 anys. Per cada 100 dones de 18 o més anys hi havia 85,3 homes.
La renda mediana per habitatge era de 27.500 $ i la renda mediana per família de 39.420 $. Els homes tenien una renda mediana de 26.858 $ mentre que les dones 18.693 $. La renda per capita de la població era d'11.042 $. Entorn del 10% de les famílies i el 26,7% de la població estaven per davall del llindar de pobresa.

## Poblacions més properes
El següent diagrama mostra les poblacions més properes.